# DSA-390
La DSA-390 es una carretera perteneciente a la Red Primaria de la Diputación Provincial de Salamanca que une carretera DSA-370 con el Límite de la C. A. de Extremadura en la provincia de Salamanca.

## Recorrido
La carretera DSA-390 tiene su origen en El Payo en la intersección con la carretera DSA-370 y termina en el Límite de la C. A. de Extremadura, continuando por la carretera CC-104 en el término municipal de El Payo formando parte de la Red de carreteras de Salamanca.
| El Payo (Intersección con ) - C.A. Extremadura (Continuación por ) | El Payo (Intersección con ) - C.A. Extremadura (Continuación por ) | El Payo (Intersección con ) - C.A. Extremadura (Continuación por ) | El Payo (Intersección con ) - C.A. Extremadura (Continuación por ) | El Payo (Intersección con ) - C.A. Extremadura (Continuación por ) | El Payo (Intersección con ) - C.A. Extremadura (Continuación por ) | El Payo (Intersección con ) - C.A. Extremadura (Continuación por ) | El Payo (Intersección con ) - C.A. Extremadura (Continuación por ) | El Payo (Intersección con ) - C.A. Extremadura (Continuación por ) | El Payo (Intersección con ) - C.A. Extremadura (Continuación por ) | El Payo (Intersección con ) - C.A. Extremadura (Continuación por ) |
| Esquema                                                            | PK                                                                 | Sentido C.A. Extremadura                                           | Sentido C.A. Extremadura                                           | Sentido C.A. Extremadura                                           | Sentido C.A. Extremadura                                           | Sentido El Payo                                                    | Sentido El Payo                                                    | Sentido El Payo                                                    | Sentido El Payo                                                    | Incidencias                                                        |
| Esquema                                                            | PK                                                                 | Velocidad                                                          | Elemento                                                           | Salida                                                             | Salida                                                             | Salida                                                             | Salida                                                             | Elemento                                                           | Velocidad                                                          | Incidencias                                                        |
| Esquema                                                            | PK                                                                 | Velocidad                                                          | Elemento                                                           | Dir.                                                               | Nombre                                                             | Nombre                                                             | Dir.                                                               | Elemento                                                           | Velocidad                                                          | Incidencias                                                        |
| ------------------------------------------------------------------ | ------------------------------------------------------------------ | ------------------------------------------------------------------ | ------------------------------------------------------------------ | ------------------------------------------------------------------ | ------------------------------------------------------------------ | ------------------------------------------------------------------ | ------------------------------------------------------------------ | ------------------------------------------------------------------ | ------------------------------------------------------------------ | ------------------------------------------------------------------ |
|                                                                    | 0,0                                                                |                                                                    |                                                                    | Navasfrías                                                         | Navasfrías                                                         | Navasfrías                                                         |                                                                    |                                                                    |                                                                    |                                                                    |
| El Payo                                                            | 0,0                                                                |                                                                    |                                                                    |                                                                    |                                                                    |                                                                    |                                                                    |                                                                    |                                                                    |                                                                    |
|                                                                    | 1,240                                                              |                                                                    |                                                                    | San Martín de Trevejo                                              | San Martín de Trevejo                                              | San Martín de Trevejo                                              | San Martín de Trevejo                                              |                                                                    |                                                                    |                                                                    |